# 多指鞭冠鮟鱇
多指鞭冠鮟鱇（学名：Himantolophus groenlandicus），又名疏刺角鮟鱇、深海鮟鱇，为輻鰭魚綱鮟鱇目棘茄魚亞目鞭冠鮟鱇科鞭冠鮟鱇屬下的一个种，為深海魚類，分布於全球熱帶至溫帶海域，棲息深度約830公尺，雄魚體長可達4公分，雌魚體長可達60公分，生活習性不明。